# Adel, Iowa
Adel är administrativ huvudort i Dallas County i Iowa. Vid 2020 års folkräkning hade Adel 6 153 invånare.